# فرنسيس إنجلش
فرنسيس إنجلش (بالإنجليزية: Francis English)‏ هو مجدف أمريكي، ولد في 3 يونيو 1910 في فيلادلفيا في الولايات المتحدة، وتوفي في مارس 1984.

## وصلات خارجية
- فرنسيس إنجلش على موقع الاتحاد الدولي للتجديف (الإنجليزية)
- فرنسيس إنجلش على موقع أوليمبيديا (الإنجليزية)